# تشو سي جونغ
تشو سي جونغ (بالإنجليزية: Cho Se-jong) (من مواليد 18 أغسطس 1978) هو رامي من كوريا الجنوبية.
شارك في دورة الألعاب الآسيوية 2006 في الدوحة، قطر.

## روابط خارجية
- تشو سي جونغ على موقع الاتحاد الدولي (الإنجليزية)